# Lijst van burgemeesters van Montauban

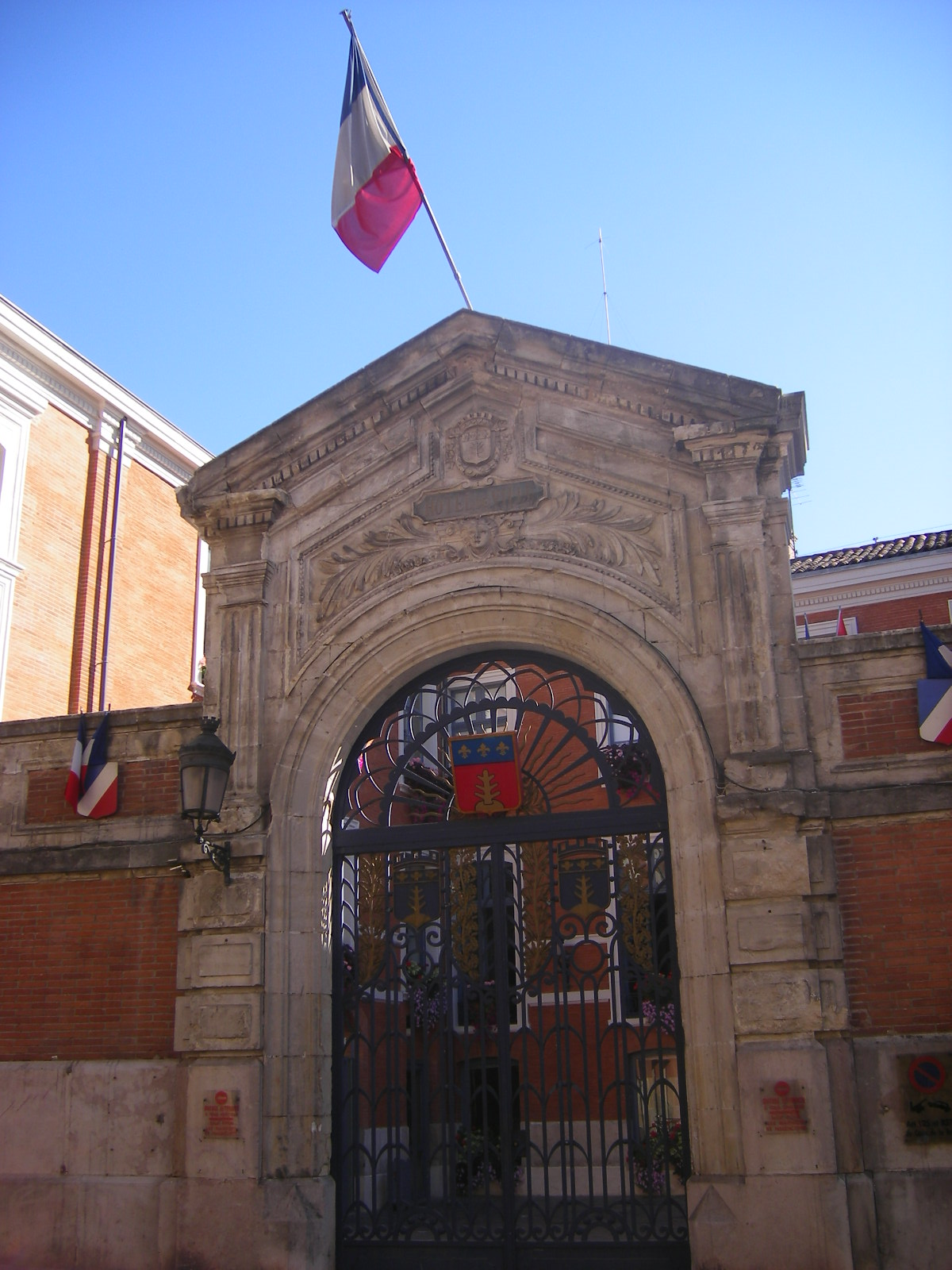
Het stadhuis van Montauban

Dit is een lijst van de burgemeesters van de Franse stad Montauban (Tarn-et-Garonne).
| Burgemeester | Burgemeester                                            | Datum verkiezing  | Partij / strekking                                               |
| ------------ | ------------------------------------------------------- | ----------------- | ---------------------------------------------------------------- |
|              | Bernard Armand Teulières (1787-1788)                    |                   |                                                                  |
|              | Duval de Lamothe (1789)                                 |                   |                                                                  |
|              | Belvèze (1789-1790)                                     |                   |                                                                  |
|              | Markies de Cieurac (1790)                               | 1 februari 1790   | Royalist                                                         |
|              | Fournes (1790-1791)                                     | 26 augustus 1790  |                                                                  |
|              | Cornac (1791)                                           | 20 februari 1791  |                                                                  |
|              | Ferrand (1791)                                          | 24 juni 1791      |                                                                  |
|              | Marc Antoine Peries-Labarthe (1791-1796)                | 13 november 1791  |                                                                  |
|              | Sadous (1796-1797)                                      | 25 augustus 1796  |                                                                  |
|              | Jean Saint Genies (1797-1799)                           | 26 september 1797 |                                                                  |
|              | Bernard Debia (1799-1800)                               | 21 maart 1799     |                                                                  |
|              | Jean Saint Genies (1800-1806)                           | 21 maart 1800     |                                                                  |
|              | Joseph Vialètes de Mortarieu (1806-1811)                | 25 oktober 1806   |                                                                  |
|              | Anne Jean Pascal Chrysostome Duc-Lachapelle (1811-1813) |                   |                                                                  |
|              | Joseph Vialètes de Mortarieu (1813-1815)                |                   |                                                                  |
|              | Bessières (1815)                                        |                   |                                                                  |
|              | Joseph Vialètes de Mortarieu (1815-1816)                |                   |                                                                  |
|              | Antoine du Moulinet de Granes (1816-1826)               |                   |                                                                  |
|              | Louis Victor de Gironde (1826-1830)                     |                   |                                                                  |
|              | Antoine Jean François Belvèze (1830)                    |                   |                                                                  |
|              | Thierry Poux (1830-1832)                                |                   |                                                                  |
|              | Lasvenes Gilibert Debia (1832-1833)                     |                   |                                                                  |
|              | Antoine Jaubert (1833-1837)                             |                   |                                                                  |
|              | Jean Antoine Lugol (1837-1838)                          |                   |                                                                  |
|              | Thomas Bernard Lade (1838-1848)                         |                   |                                                                  |
|              | Thierry Poux (1848)                                     | 18 maart 1848     |                                                                  |
|              | Félix Antoine Lagravère (1848)                          | 25 maart 1848     |                                                                  |
|              | Marie François Constans-Tournier (1848)                 | 13 april 1848     | Gauche                                                           |
|              | Jean Guichard Bruno de Scorbiac (1848)                  | 4 augustus 1848   |                                                                  |
|              | Charles Crosilhes (1848-1850)                           | 14 november 1848  |                                                                  |
|              | Jean Guichard Bruno de Scorbiac (1850-1851)             | 24 augustus 1850  |                                                                  |
|              | Charles Crosilhes (1851-1852)                           | 3 januari 1851    |                                                                  |
|              | Pierre Jacques Hachin de Courbeville (1852-1855)        | 22 september 1852 |                                                                  |
|              | Jules Marc Antoine Château (1855-1860)                  | 12 juni 1855      |                                                                  |
|              | Adrien Joseph Prax-Paris (1860-1871)                    | 11 augustus 1860  | Bonapartist                                                      |
|              | Félix Lagravère (1871-1874)                             | 13 mei 1871       |                                                                  |
|              | Isidore Delbreil (1874-1878)                            | 28 februari 1874  |                                                                  |
|              | Gustave Garrisson (1878-1879)                           | 11 januari 1878   | Republikein                                                      |
|              | Alexis Bergis (1879-1892)                               | 23 november 1879  |                                                                  |
|              | Armand Landou Capdevic (1892)                           |                   |                                                                  |
|              | Emile Grabielle (1892-1894)                             |                   |                                                                  |
|              | Henri Delbreil (1894-1896)                              | 22 februari 1894  | Droite                                                           |
|              | Alfred Marty (1896-1919)                                | 17 mei 1896       |                                                                  |
|              | Victor Grezel (1919-1921)                               | 10 december 1919  |                                                                  |
|              | Henri Pouche (1921-1925)                                | 12 maart 1921     |                                                                  |
|              | Charles Capéran (1925-1935)                             | 15 mei 1925       | Republikein                                                      |
|              | Fernand Bales (1935-1941)                               | 12 mei 1935       |                                                                  |
|              | Joseph Bourdeau (1941-1944)                             | 26 februari 1941  |                                                                  |
|              | Jean-Paul Mailhes (1944)                                | 2 mei 1944        |                                                                  |
|              | Fernand Bales (1944-1945)                               | 1 september 1944  |                                                                  |
|              | Bernard Segalas-Talou (1945-1947)                       | 19 mei 1945       |                                                                  |
|              | René Gabach (1947-1956)                                 | 26 oktober 1947   |                                                                  |
|              | Henri Lacaze (1956-1965)                                | 30 januari 1956   | MRP                                                              |
|              | Louis-Jean Delmas (1965-1983)                           | 21 maart 1965     | Fédération de la gauche démocrate et socialiste Parti Socialiste |
|              | Hubert Gouze (1983-1994)                                |                   | Parti Socialiste                                                 |
|              | Roland Garrigues (1994-2001)                            |                   | Parti Socialiste                                                 |
|              | Brigitte Barèges (2001-2021)                            |                   | UMP Les Républicains                                             |
|              | Axel de Labriolle (2021-2022)                           | waarnemend        | Les Républicains                                                 |
|              | Brigitte Barèges (2022-2024)                            |                   | Les Républicains                                                 |
|              | Marie-Claude Berly (2024-)                              |                   | Les Républicains                                                 |